# Mellicta scardona
Mellicta scardona är en fjärilsart som beskrevs av Hans Fruhstorfer 1910. Mellicta scardona ingår i släktet Mellicta och familjen praktfjärilar. Inga underarter finns listade i Catalogue of Life.